# دومینیک کوپفر
دومینیک کوپفر (آلمانی: Dominik Koepfer؛ زادهٔ ۲۹ آوریل ۱۹۹۴) تنیس‌باز اهل آلمان است.